# Genrich Iljitsch Litinski
Genrich Iljitsch Litinski (russisch Генрих Ильич Литинский, wiss. Transliteration Genrich Il'ič Litinskij, Vorname auch Henrik oder Heinrich; * 4. Märzjul. / 17. März 1901greg. in Lypowez, Russisches Kaiserreich, heute Ukraine; † 26. Juli 1985 in Moskau, Sowjetunion) war ein russisch-sowjetischer Komponist und Hochschullehrer.

## Leben
Litinski stammte aus einer Familie polnisch-jüdischer Herkunft und studierte am Moskauer Konservatorium Komposition bei Reinhold Glière. Nach dem Abschluss 1928 unterrichtete er dort selbst Komposition bis 1943, ab 1933 als Professor, zeitweise auch als Dekan. In den Jahren 1934 bis 1936 wurde er Opfer einer staatlichen Kampagne gegen den angeblichen „Formalismus in der Musik“. Daraufhin musste er 1937 seine Position räumen, 1939 durfte er seine Tätigkeit wieder aufnehmen.
1944 bis 1947 war er für den sowjetischen Komponistenverband tätig. 1945 ging er nach Jakutsk, um musikethnologische Studien zu betreiben. Dort verfasste er in Zusammenarbeit mit Kollegen vor Ort die ersten, auf jakutischer Folklore gründenden Bühnenwerke. So komponierte er, jeweils gemeinsam mit Mark Nikolajewitsch Schirkow (1892–1951), die Oper Njurgun Bootur (Ньюргун Боотур) und das Ballett Feldblume (Полевой цветок), beide Werke wurden 1947 am Staatlichen Opern- und Ballett-Theater Jakutsk uraufgeführt.
Zurück in Moskau, wirkte er von 1947 bis zu seinem Tod als Professor für Kontrapunkt und Komposition am Gnessin-Institut. Darüber hinaus unterrichtete er von 1949 bis 1964 auch am Staatlichen Konservatorium Kasan. Er starb Ende Juli 1985 in Moskau.

## Schaffen
Litinski hinterließ Opern, Ballette und musikalische Komödien, eine Sinfonie (1928), Suiten, Rhapsodien und Konzerte, außerdem kammermusikalische Werke, darunter 12 Streichquartette, ferner Solosonaten für Violine und Viola sowie Liederzyklen. Zu den wenigen Werken, die auch auf Tonträger erschienen, zählte das Konzert für Streichorchester (1961).
Als Kompositionslehrer verfasste er methodische Werke über Polyphonie, als Musikethnologe sammelte und bearbeitete er volksmusikalisches Material aus 23 Regionen.
Als Pädagoge prägte Litinski ganze Generationen sowjetischer, russischer und armenischer Komponisten. Zu seinen Schülern zählten Arno Babadschanjan, Eduard Mirsojan, Alexander Arutjunjan, Karen Chatschaturjan, Nasib Schiganow, Grigori Frid, Mukasch Abdrajew, Abdylas Maldybajew, Oleg Ejges, Jewgeni Golubew, Adam Chudojan, Boris Parsadanjan, Tichon Chrennikow, German Galynin, Joseph Dorfman und Eleonora Eksanischwili.

## Auszeichnungen
- 1957: Verdienter Künstler der RSFSR
- 1963: Verdienter Künstler der Tschuwaschischen ASSR
- 1964: Volkskünstler der Jakutischen ASSR
- 1964: Volkskünstler der Tatarischen ASSR
- 1977: Glinka-Staatspreis der RSFSR[7]